# Werner Boy
Werner Boy, nemški matematik, * 4. maj, 1879, Barmen (danes Wuppertal), Nemško cesarstvo, † 6. september 1914.

## Delo
Boy je odkril Boyjevo ploskev, ki je trirazsežna projekcija realne projektivne ravnine brez singularnosti. Ploskev je odkril v letu 1901 po izzivu Hilberta (1862 – 1943), češ, da naj potrdi, da ni možno potopiti realnega projektivnega prostora v trirazsežni prostor. Boy je našel nekaj modelov ploskev in je odkril, da bi morale imeti trikratno rotacijsko simetrijo. Ni pa mogel najti parametrične oblike ploskve. Šele leta 1978 je francoski matematik Bernard Morin (*1931) s pomočjo računalnika našel parametrično obliko Boyjeve ploskve.